# Trachéomalacie
 Mise en garde médicale
La trachéomalacie ou trachéobronchomalacie est définie comme étant une pathologie dynamique qui amène une réduction de plus de 50 % les voies aériennes lors de l'expiration. Elle se caractérise par la flaccidité du cartilage de support trachéal qui conduit à un effondrement de la trachée. On parle de trachéomalacie lorsque l'atteinte se limite à la trachée et de trachéobronchomalacie lorsque la condition s'étend aux bronches. 
C’est donc un terme qui englobe plusieurs problèmes se présentant comme un rétrécissement trachéal dynamique. Cette condition peut se retrouver autant chez l'adulte que chez l'enfant. 

## Physiologie
Il y a une variation physiologique du diamètre de la lumière trachéale pendant le cycle respiratoire. Durant l’expiration, il y a une augmentation de la pression intra-thoracique. Lorsqu’elle devient plus grande que celle dans la trachée, il y a un léger rétrécissement de la lumière. On parle de trachéomalacie lorsque ce phénomène est exagéré, c'est-à-dire une réduction de calibre de plus de 50 %. Il s’agit donc d’un phénomène dynamique et qui se retrouve majoritairement au niveau thoracique. La physiologie explique que la condition soit exacerbée par toute condition qui augmente la pression intra-thoracique (ex. : Valsalva, toux, expiration forcée).

## Classification
Il existe plusieurs manières de classifier la trachéobronchomalacie.
- Selon la forme de la déformation :
  - Rétrécissement antéro-postérieur : forme de croissant ou fourreau (scabbard shape).
  - Rétrécissement latéral : forme de sabre (Saber-sheath shape).
  - Une combinaison des deux.
- Selon sa distribution 
  - Segmentaire
  - Diffuse
- Selon l'étiologie (congénitale ou acquise)

Ce sont majoritairement des classifications descriptives ou selon l’étiologie. Elles ont l’avantage de bien décrire le mécanisme, mais sont moins pratiques lorsque vient le temps d’avoir une approche thérapeutique systématique. Certains auteurs plaident pour une approche plus uniforme et descriptive au plan anatomique pour favoriser une standardisation dans l’évaluation des approches thérapeutiques.

## Trachéomalacie chez l'adulte

### Épidémiologie et histoire naturelle
La trachéomalacie n’est pas une condition rare, cependant on ne connaît pas l'incidence dans la population générale, les études disponibles ne portant que chez des patients suivi pour une condition respiratoire. Une étude remontant aux années 1990 montre une prévalence d’environ 12 % chez les patients connus pour une maladie pulmonaire ayant une bronchoscopie.
De très petites cohortes semblent démontrer que la maladie peut rester stable, mais qu’elle progresse souvent dans le temps. Il n’y a pas d’amélioration spontanée qui a été notée.

### Étiologies
Voici un tableau résumant les principales causes de trachéobronchomalacie chez l'adulte.
| Congénitales                            | Acquises                                                           |
| --------------------------------------- | ------------------------------------------------------------------ |
| Génétique                               | Post intubation                                                    |
| Idiopathique (Syndrome de Mounier-Kuhn) | Post trachéostomie                                                 |
|                                         | Post traumatique                                                   |
|                                         | Maladie pulmonaire obstructive chronique (MPOC)                    |
|                                         | Post transplantation pulmonaire                                    |
|                                         | Inflammation chronique                                             |
|                                         | Infection – bronchite chronique                                    |
|                                         | Compression extrinsèque (tumeur, kyste, abcès, anévrisme aortique) |
|                                         | Anneau vasculaire                                                  |

#### Histologie[2]
Ces différentes étiologies amènent des changements histologiques au niveau de la trachée et des bronches, ces changements sont cependant peu connus. Des études menées lors d’autopsies remontant aux années 1950 décrivent une atrophie des fibres élastiques longitudinales de la pars membranacea et une diminution du nombre de fibres au niveau de la trachée. On décrit aussi une fragmentation du cartilage. 

#### Survol des différentes étiologies

##### Congénitales
- La majorité des causes congénitales se manifestent durant l’enfance et sont associées à des maladies héréditaires.
- Il y a une maladie congénitale qui se manifeste classiquement à l’âge adulte. Il s’agit de la trachéobronchomégalie ou tachéegéante idiopathique. Cette maladie connue aussi sous le nom de Syndrome de Mounier-Kuhn se présente par une dilatation des voies aériennes centrales qui est de plus de 3 écarts types par rapport à la normale (trachée > 3 cm, bronche souche D > 2,4 cm et bronche souche G > 2,3 cm)[5]. Il y a une atrophie des fibres élastiques longitudinales et un amincissement de la muscularis mucosa. Les patients ont de la difficulté à gérer leurs sécrétions, des infections récurrentes. Il peut se développer des bronchiectasie et de la fibrose pulmonaire. Il peut y avoir développement de diverticules trachéaux et formation d’une membrane redondante.

##### Acquises
- Trachéostomie et intubation
  - La trachéostomie peut causer une sténose, mais également une faiblesse au niveau de la trachée avec bris du cartilage.
  - La malacie se limite généralement à moins de 3 cm et demeure segmentaire.
  - La lésion peut se trouver au site de stomie, mais également à l’endroit ou se trouve le ballonnet.
  - Facteurs prédisposant l'apparition ou la progression d’une malacie:
    - Durée de l’intubation
    - Intubations répétées
    - Corticothérapie à doses élevées
- Trauma
  - Tout trauma, externe ou chirurgical, peut mener à une destruction de cartilage et à la malacie.
- Inflammation chronique
  - On croit que l’inflammation chronique et l’exposition à des irritants peut favoriser la trachéomalacie. La cigarette étant la cause la plus fréquentes.
    - Cette hypothèse est soutenue par l’importance du problème chez les MPOC, surtout les emphysémateux. On retrouve également la trachéomalacie chez des patients ayant eu des infections récurrentes, fumeurs ou non.
- Polychondrite récidivante
  - Selon une étude, la moitié des gens atteints de cette maladie où il y a destruction de cartilage auraient un certain degré de malacie. Seulement 14 % des patients ont des symptômes respiratoires au diagnostic[6].
- Compression extrinsèque chronique
  - La cause la plus fréquente est de nature bénigne, il s’agit du goitre médiastinal.
  - La cause peut être une tumeur (bénigne ou maligne), un abcès ou un kyste.
- Anneau vasculaire
  - Bien que plus fréquent chez les enfants, les malformations vasculaires peuvent causer une trachéomalacie.

### Présentation clinique
La présentation clinique chez l’adulte est variable et peu spécifique. Plusieurs patients sont complètement asymptomatiques.
Les symptômes peuvent survenir seulement dans certaines circonstances particulières comme:
- Dans le contexte d’un stresseur comme une infection
- Dans certaines conditions comme une anesthésie générale ou un sevrage de ventilation mécanique
- Éventuellement avec la progression de la condition

Les principaux symptômes sont :
- Dyspnée
- Toux
- Production et rétention de sécrétions
- Infections récurrentes
- Hémoptysies
- Wheezing et stridor possibles

Puisque les symptômes sont plutôt non spécifiques, ils sont souvent attribués à un autre diagnostic : emphysème, bronchite chronique, asthme, tabagisme, etc. Il peut y avoir une coexistence d’une de ces conditions et de la trachéomalacie. Cela peut parfois expliquer une mauvaise réponse thérapeutique ou une sévérité qui semble démesurée.

### Diagnostic

#### Bronchoscopie
La bronchoscopie est considérée comme le gold standard pour diagnostiquer la trachéomalacie. Elle permet une visualisation directe du phénomène. Le bronchoscope flexible est préféré pour faciliter la participation du patient qui pourra modifier sa respiration et faire des manœuvres de renforcement au besoin. La technique comporte quelques limitations : accès au plateau technique, sédation pouvant fausser les résultats et l'absence de protocole standardisé pour mettre en évidence la malacie.
On parle généralement d’un trachéomalacie :
- Légère lorsque le rétrécissement est de plus de 50 %
- Modérée lorsque le rétrécissement est de plus de 75 %
- Sévère lorsque les parois se touchent

Il faut être prudent en utilisant cette échelle, puisque le degré de malacie ne corrèle pas toujours bien avec la présentation clinique, notamment chez les MPOC.

#### Tomodensitométrie
La tomodensitométrie (scanner aux rayons X) est appelé à prendre plus de place pour le diagnostic dans le futur. On parle de tomodensitométrie dynamique où l’on compare des images dynamiques, faite avec une technique émettant de plus faibles radiations, et le cliché standard en fin d’inspiration. Une diminution de 50 % du calibre de la trachée est diagnostique. La sensibilité atteindrait 97 % comparativement à la bronchoscopie. L’examen à l’avantage d’être moins invasif et potentiellement plus facile d’accès.

#### Test de fonction respiratoire
Les tests de fonction respiratoire peuvent parfois suggérer une trachéomalacie. Seuls, ils ne permettent pas de poser un diagnostic. On retrouve fréquemment un pattern obstructif à la spirométrie avec une diminution du VEMS. 

### Traitement
Il existe plusieurs options thérapeutiques pour la trachéomalacie. Le choix du traitement dépend beaucoup de la situation clinique. Le traitement est avant tout symptomatique et n'est pas nécessaire chez la majorité des patients. Les patients chez qui on trouve fortuitement une trachéomalacie asymptomatique ne nécessitent pas de traitement. Pour les patients symptomatiques, trois principales approches sont disponibles, l'optimisation du traitement médical, le traitement endoscopique et le traitement chirurgical.

#### Optimisation du traitement médical
La prise en charge de la trachéomalacie débute par l’identification de la cause de la malacie et de ses comorbidités afin d’en optimiser le traitement au maximum. Par exemple, il faut maximiser le traitement de l’asthme et de la MPOC. Dans le cas de la MPOC, un meilleur traitement peut même améliorer la trachéomalacie en diminuant la pression thoracique nécessaire à l’expiration et ainsi diminuer la déformation de la trachée.

#### Thérapie endoscopique
L’utilisation d’un tuteur (en anglais : « stent ») permet d’empêcher le rétrécissement de la trachée dans une zone focale de trachéomalacie. Cela devrait amener une amélioration rapide des symptômes, si les symptômes sont dus à la trachéomalacie évidemment. Le tuteur peut être une option thérapeutique à long terme chez certains patients. Il peut aussi être utilisé comme pont avant la chirurgie. L'essai d'un tuteur peut être intéressant chez un patient qu'on pense diriger vers une approche chirurgicale puisqu'une réponse favorable au tuteur laisse présager une réponse favorable à une chirurgie. Les principales complications sont un déplacement du tuteur, une obstruction ou une infection,.
Les tuteurs sont installés sous anesthésie générale avec un bronchoscope rigide. On utilise le plus souvent un tuteur en silicone. Le principal défaut de ce tuteur est sa tendance à se déplacer. Il est cependant facile à enlever ou repositionner au besoin. Les tuteurs en forme de 'Y' auraient moins tendance à bouger.Les tuteurs en métal ne sont pas recommandés, ils sont difficiles à retirer et associés avec plus de complications, comme de la granulation ou encore à une perforation ou une obstruction en cas de bris,.

#### Chirurgie
La chirurgie est réservée à un nombre restreint de cas. La décision d’opérer et le choix de l’intervention dépendent de nombreux facteurs dont : la sévérité des symptômes, la réponse au traitement par tuteur, la santé globale du patient, la cause de la trachéomalacie, la localisation de l’atteinte et son étendue.
Résection trachéale segmentaire
Cette option peut être utile utile dans des cas d’atteintes très focales. Cette intervention peut régler définitivement le problème si l'atteinte est très localisée. La morbidité et la mortalité sont très faibles dans les centres spécialisés. Les complications possibles incluent la sténose trachéale.
Remplacement de la trachée
Le remplacement d’une trachée fortement atteinte par une nouvelle (biologique, synthétique, greffe, etc.) a déjà été considéré, mais il n'y a pas de technique chirurgicale développée à ce jour.
Trachéoplastie
Il s’agit de la technique la mieux décrite et qui a grandement évoluée au fil des années. Le concept remonte aux années 1950 par Herzog et Nissen.
Certaines petites études rapportent une amélioration de la qualité de vie chez 80 % des patients. La mortalité serait de près de 6 %.
Étiologie compressive
Lorsque la cause de la trachéomalacie est compressive, on peut cibler la chirurgie sur la cette cause. C’est le cas d’un important goitre où une thyroïdectomie sub-totale peut grandement améliorer la situation. Il y a parfois une augmentation de la faiblesse trachéale en post-opératoire. La trachée se renforce généralement d’elle-même et une intubation ou mieux une trachéostomie peut pallier temporairement à cette complication. Dans les cas de compression vasculaire (+ fréquent chez les enfants), on peut également intervenir chirurgicalement. L’aortopexie est parfois faite et consiste à accoler l’aorte au sternum pour l’éloigner de la trachée.  

#### Autres options thérapeutiques
Trachéostomie
Cela devient parfois la seule option possible. Cela permet de passer par-dessus l’obstruction avec un tube assez long. La seule présence d’un tube peut suffire à garder la trachée ouverte. Il y a cependant un risque de faire progresser la trachéomalacie.
Ventilation en pression positive continue
Aide à garder la trachée ouverte par la pression positive. Il s'agit le plus souvent d'une option temporaire dans certaines situations cliniques.